# 段荫明
段蔭明主教（Bishop Matthias Duan Yin-ming，1908年2月22日—2001年1月10日），圣名玛弟亚，四川达州市达县人，前天主教萬縣教區主教。他曾是唯一由罗马教宗任命、而政府继续承认其地位的中国主教，但1998年未获批准参加教宗若望·保禄二世召开的亚洲主教会议。

## 生平
1908年2月22日，段荫明出生在四川达县。1935年留学罗马，在羅馬傳信大學獲神学博士学位后，1937年3月27日晉鐸。1944年任世光大修院院长兼辅成法学院教授。
1949年6月9日，教宗庇護十二世任命段荫明為萬縣教區主教（与江苏苏州教区龚品梅主教、四川乐山教区邓及洲主教同日任命）。10月18日祝圣。因此萬縣教區雖然名義上屬中國天主教愛國會管轄，其實卻一直由梵蒂岡指定的主教領導。段荫明曾出任四川省天主教教友爱国会主任、中国天主教教友爱国会委员，四川省天主教爱国会副主席，四川省政协委员等职。1998年，教宗若望保祿二世邀請段荫明參加亞洲主教特別會議，因不獲發給護照不能成行。2001年1月10日逝世，享年92歲。